# Общество кинокритиков залива Сан-Франциско
Общество кинокритиков залива Сан-Франциско (англ. The San Francisco Bay Area Film Critics Circle (SFBAFCC)), ранее известное как Общество кинокритиков Сан-Франциско (англ. The San Francisco Film Critics Circle (SFFCC)) — американская организация кинокритиков и киножурналистов, чьим профессиональным интересом является анализ текущего кинопроцесса и написание рецензий. Базируется в Сан-Франциско, штат Калифорния, США. Была основана в 2002 году.
В состав организации входят журналисты из изданий San Francisco Chronicle, San Jose Mercury News, Oakland Tribune, East Bay Times, San Francisco Bay Guardian, SF Weekly, East Bay Express, Metro Silicon Valley, Palo Alto Weekly, NorthBay biz, The San Francisco Examiner, KRON-TV, Variety, Bleeding Cool, CultureVulture.net, Splicedwire.com и CombustibleCelluloid.com.

## Награды общества
В декабре каждого года членами организации проводится голосование в категориях по присуждению наград фильмам, выпущенным в текущем календарном году.
Категории наград включают:
- Лучший актёр
- Лучшая актриса
- Лучшая операторская работа
- Лучший режиссёр
- Лучшая работа художника-постановщика
- Лучший монтаж
- Лучший документальный фильм
- Лучший фильм
- Лучший фильм на иностранном языке
- Лучший анимационный фильм
- Лучший актёр второго плана
- Лучшая актриса второго плана
- Лучший адаптированный сценарий (2006–настоящее время)
- Лучший оригинальный сценарий (2006–настоящее время)
- Лучший сценарий (2004–2005)

### Фильмы, отмеченные наибольшим количеством наград
(2 награды и более)
- 6 наград:
  - «На обочине» (2004): Лучший фильм, режиссёр, актёр, адаптированный сценарий, актёр второго плана и актриса второго плана[3]
  - «Лунный свет» (2016): Лучший фильм, режиссёр, оригинальный сценарий, актёр второго плана, операторская работа и монтаж[4]
- 4 награды:
  - «Харви Милк» (2008): Лучший фильм, режиссёр, актёр и оригинальный сценарий[5]
  - «Отрочество» (2014): Лучший фильм, режиссёр, актриса второго плана и монтаж[6]
- 3 награды:
  - «Горбатая гора» (2005): Лучший фильм, режиссёр и актёр[7]
  - «Как малые дети» (2006): Лучший фильм, адаптированный сценарий и актёр второго плана[8]
  - «Социальная сеть» (2010): Лучший фильм, режиссёр и адаптированный сценарий[9]
  - «Древо жизни» (2011): Лучший фильм, режиссёр и операторская работа[10]
  - «Бёрдмэн» (2014): Лучший актёр, оригинальный сценарий и актёр второго плана
  - «Безумный Макс: Дорога ярости» (2015): Лучший режиссёр, монтаж и операторская работа
  - «Паразиты» (2019): Лучший режиссёр, оригинальный сценарий и фильм на иностранном языке[11]
- 2 награды:
  - «Трудности перевода» (2003): Лучший фильм и актёр[12]
  - «Как трусливый Роберт Форд убил Джесси Джеймса» (2007): Лучший фильм и актёр второго плана[13]
  - «Вдали от неё» (2007): Лучшая актриса и адаптированный сценарий[14]
  - «Рестлер» (2008): Лучший актёр и актриса второго плана[15]
  - «Тёмный рыцарь» (2008): Лучший актёр второго плана и операторская работа[16]
  - «Повелитель бури» (2009): Лучший фильм и режиссёр[17]
  - «Король говорит!» (2010): Лучший актёр и оригинальный сценарий[18]
  - «Шпион, выйди вон!» (2011): Лучший актёр и адаптированный сценарий
  - «Линкольн» (2012): Лучший адаптированный сценарий и актёр второго плана
  - «Бруклин» (2015): Лучшая актриса и адаптированный сценарий
  - «Любовь и милосердие» (2015): Лучший актёр и оригинальный сценарий
  - «Прибытие» (2016): Лучший адаптированный сценарий и монтаж
  - «Ограды» (2016): Лучший актёр и актриса второго плана
  - «Служанка» (2016): Лучший фильм на иностранном языке и работа художника-постановщика
  - «Проект „Флорида“» (2017): Лучший фильм и актёр второго плана
  - «Форма воды» (2017): Лучший режиссёр и работа художника-постановщика